# باغشلو (خداآفرین)
باغشلو یکی از روستاهای استان آذربایجان شرقی که در دهستان بسطاملو بخش مرکزی شهرستان خداآفرین واقع شده‌است.